# Io sono (Arisa)
Io sono è un singolo della cantante pop italiana Arisa pubblicato il 22 aprile 2009 dall'etichetta discografica Warner.

## Descrizione
Scritta da Giuseppe Anastasi, Maurizio Filardo e Giuseppe Mangiaracina e prodotta dagli stessi Filardo e Mangiaracina, è stata estratta come secondo singolo dall'album di debutto della cantante, Sincerità, pur non riscuotendo il successo del precedente Sincerità. La cantante ha dichiarato che la canzone esprime i propri desideri e sogni, risultando autobiografica.

## Tracce
1. Io sono – 3:30